# Matteo Iachino
Matteo Iachino (Savona, 22 settembre 1989) è un velista italiano, campione mondiale di windsurf.
È stato campione europeo di slalom nel 2012 e cinque volte Campione Nazionale. Si è laureato campione mondiale di Slalom Windsurfing nel 2016 e nel 2023.

## Biografia
Nato e cresciuto in Liguria, abita ad Albisola Superiore. Inizia a fare windsurf all'età di 10 anni aiutato dal padre ma solo a 16 anni prova a gareggiare per la prima volta. Da lì inizia una scalata che lo porterà ad essere campione italiano ed europeo. Nel 2016, dopo un'escalation di risultati e tre anni nella top 10 di coppa del mondo, riesce a conquistare il titolo mondiale e diventa il primo italiano a vincere una Coppa del Mondo nel windsurf.